# Рюлькур, Филипп де
«Барон» Филипп де Рюлькур (фр. Baron Philippe de Rullecourt; настоящее имя Филипп Шарль Феликс Макар, фр. Philippe-Charles-Felix Macquart, 9 июля 1744 года, Мервиль, Франция — 6 января 1781 года, Сент-Хелиер, Джерси) — военачальник, шевалье, самозваный «барон», авантюрист и солдат удачи. Капитан на испанской, полковник на польской и (де-юре) на американской службе; французский генерал. Шевалье-командор ордена Святого Лазаря.
В 1777 году во время Американской революции предложил Бенджамину Франклину создать первую в истории заокеанскую военно-морскую базу США на необитаемых островах Чафаринас в Средиземном море. Получив одобрение, де Рюлькур начал реализацию проекта, который однако вскоре был свёрнут из-за противодействия английской разведки и дипломатии.
Наибольшую известность получил во время англо-французской войны (1778—1783), как заместитель командующего при первой попытке Франции захватить остров Джерси в 1779 году и командующий силами вторжения во второй — в 1781 году.

## Происхождение

Герб рода Макар

Сам Филипп Шарль Феликс Макар, более известный как барон де Рюлькур, стал первым официально признанным исследователем генеалогии собственного рода, собрав во множестве публичных и частных архивов по местам проживания предков обширную коллекцию исторических документов, подлинность которых была в 1772 году нотариально заверена в Мервиле. Своё увлечение этим занятием он объяснял позднее утратой роднёй важнейших доказательств своих прав на различные владения и происхождения от орлеанского рода Макар (фр. Macquart), пожалованного королём Франции во дворянство ещё в 1317 году. Семейство это во второй половине XV столетия породнились со знаменитой Жанной д’Арк через её племянницу Жанну дю Лис (фр. Jeanne du Lys), а в XVI веке представители одной из его ветвей — предки барона, обосновались во Фландрии, где стали сеньорами ряда имений, включая Рюлькур.
Ещё 4 года ушло на систематизацию собранных де Рюлькуром документов и разработку подробного генеалогического древа, в чём ему активно помогал родственник Филипп Жозеф Массье (фр. Philippe Joseph Massie). В 1776 году они вдвоём подали в Парижскую счётную палату петицию о регистрации всех собранных материалов, с тем чтобы «обеспечить сохранность и доказать в любое время благородство и древность происхождения», которая после надлежащего рассмотрения была удовлетворена. Филипп де Рюлькур подписался при этом своим настоящим именем и титулом — Филипп Шарль Феликс Макар, шевалье, сеньор де Рюлькур. Причины, побуждавшие его повсеместно пользоваться фальшивым баронским титулом, даже став к 1778 году шевалье-командором ордена Святого Лазаря, неизвестны.

## Биография

### Ранние годы
Филипп Шарль Феликс Макар был старшим сыном Шарля Феликса Макара (фр. Charles Felix Macquart; 1714—1771), сеньора де Рюлькура (фр. Seigneur de Rullecourt) и его супруги Мари Франсуаз Пелажи Филиппо (фр. Marie Françoise Pélagie Philippo), происходившей из знатного испанского рода. Отец служил в звании конюшего (фр. Écuyer) при дворе Людовика XV и был секретарём короля. Его младшую сестру, вышедшую замуж в 1775 году, звали Каролин Пелажи (фр. Caroline-Pélagie, 1748—?). В юные годы Филипп де Рюлькур был арестован у себя на родине провинциальным парламентом за какое-то преступление, но бежал в Испанию, где семья имела обширные связи через родственников матери. Там он получил первоначальную военную подготовку и в 17-летнем возрасте поступил на службу во Фламандскую роту лейб-гвардии испанского короля (фр. Compagnie Flamande des Gardes du Corps), а в 1767 году стал капитаном Нассау-Люксембургского пехотного полка (фр. Régiment de Nassau-Luxembourg). В 1769 году он поступил в качестве наёмника во французскую армию, где к 1774 году дослужился до звания майора кавалерии.

### На польской службе
В 1775 году де Рюлькур перешёл на службу Речи Посполитой и стал полковником Массальского полка, только что сформированного в Вильно. Однако не смог найти общий язык с подчинёнными поляками и литовцами, и против него был составлен заговор, с целью отстранить от командования и предать военному суду. В первой половине 1776 года один из офицеров его полка Эйдзятович (пол. Eydziatowicz) подал в Военную комиссию клеветническую жалобу о якобы имевших место против него притеснений со стороны командира. Тут же началось расследование — после первого допроса барон понял, что сурового наказания не избежать, и предпочёл скрыться. За его поимку, как дезертира, была объявлена награда в 2000 дукатов. Эта история получила широкую огласку во французской прессе, которая отнеслась с сочувствием к попавшему в беду на чужбине соотечественнику. Поскольку местонахождение де Рюлькура вплоть до сентября 1776 года оставалось неизвестным, высказывались предположения, что он бежал к главному противнику Речи Посполитой — российской императрице Екатерине II, и ему будет дан в командование полк. Эта шумиха заставила польское правительство, весьма заинтересованное в сохранении добрых отношений со своим сильнейшим союзником — Францией, провести самое строгое расследование жалобы Эйдзятовича и побега де Рюлькура, после чего все обвинения с последнего были сняты.

### На службе США
Несмотря на восстановление доброго имени в Польше, де Рюлькур предпочёл туда более не возвращаться. В сентябре 1776 года он появился в Париже и посетил дома Жака Донасьена Ле Ре де Шомона и Пьера де Бомарше. Первый, прозванный «отцом» Американской революции, отвечал за дипломатические контакты с США, а второй, ныне более известный, как публицист и драматург, был уполномочен французским правительством тайно финансировать и снабжать военным имуществом колонии, восставшие против метрополии. Де Рюлькур брался укомплектовать и возглавить корпус из 600 профессиональных наёмников (по 100 экю за человека) для отправки в Северную Америку. После консультаций c де Бомарше и министром иностранных дел графом де Верженном, в октябре 1776 года де Шомон рекомендовал барона Бенджамину Франклину, недавно прибывшему в качестве посла США. Тот искал не только финансирования и военного союза с Францией, но и добровольцев для продолжения борьбы за независимость, а потому живо откликнулся на предложение де Рюлькура. Однако к декабрю 1776 года это предприятие было по неизвестным причинам свёрнуто.
Тогда де Рюлькур обратился к Франклину напрямую с весьма необычным проектом: нанять под флагом Монако множество приватиров и рассредоточить их по всему Средиземному морю. Далее с тайного согласия короля Неаполя и Сицилии возвести на принадлежащем ему острове Лампедуза укреплённую морскую базу под командой самого барона. В назначенный день наёмные корабли должны поднять американский флаг и начать нападать на британский торговый флот, используя Лампедузу, как место для укрытия, снабжения и отдыха в обмен на призы. Франклин заинтересовался, и вдвоём с де Рюлькуром они приступили к обсуждению деталей и подготовке договора, который должен был ратифицировать Конгресс США. В окончательном варианте барон вместо командующего базой на Лампедузе, должен был в чине полковника стать американским губернатором необитаемых островов Чафаринас у побережья Марокко, укрепить их, нанять и разместить там не менее 500 человек гарнизона. По завершении фортификационных работ, де Рюлькур должен был немедленно начать крейсерские операции против Британии под флагом США. Основная доля призовой выручки крейсеров должна была идти на содержание военной базы, ремонт и наём новых судов, а оставшаяся часть — солдатам гарнизона и судовым командам. Причём, их оплата и рацион должны были быть не хуже, чем в британской армии. Франклин обязывался, по мере возможности, поставлять моряков, обеспечивать снабжение и тому подобную поддержку, а де Рюлькур — организовать начальное финансирование проекта. 10 января 1777 года так называемые американские комиссионеры Бенджамин Франклин, Сайлас Дин и Артур Ли направили барону де Рюлькуру письмо, подтверждающее его приём на службу и наделение соответствующими полномочиями по этому проекту:

Сэр,
От имени и по поручению Конгресса Соединённых Штатов Америки мы принимаем Вас на службу в качестве командира корпуса, необходимого Вам в соответствии с Вашим планом по необитаемым островам Чафаринас.

Мы уполномочиваем Вас, как верховного главнокомандующего, фортифицировать и защитить упомянутые острова. Мы согласны натурализовать Вас и офицеров Вашего корпуса, Вам разрешается поднимать флаг тринадцати Соединённых Штатов Америки и сражаться под ним против их врагов…Оригинальный текст (англ.)Sir,

In the name and by the authority of the Congress of the United States of America, we take you into their service, as Chief of a Corps, which you are to command, agreeable to your plan, upon the deserted Zafarimes Islands.

We authorize you, as Commander in Chief, to fortify and defend, the said Islands. And as we agree to your request to naturalize you and the officers of your Corps, you are allowed to carry the colours of the thirteen United States of America, and under them to combat their Enemies…— 
Барон сразу начал действовать — запросил финансовой поддержки у де Бомарше. Тот уклонился от прямого ответа, тогда де Шомон и испанский посол Аранда выделили нужные средства. В двадцатых числах января де Рюлькур отчитался перед комиссионерами о готовности отплыть через две недели на 64-пушечном корабле и намерении нанять в мае ещё один такой же. Несмотря на его усилия сохранить проект в тайне , о нём стало известно английской разведке. Правительство Великобритании задействовало дипломатов, чтобы втянуть Испанию и Марокко в территориальный спор об островах Чафаринас, рассчитывая, что либо одна, либо другая страна их оккупирует и сорвёт, таким образом, планы создания американской базы на Средиземном море. В марте Артур Ли отправился урегулировать этот вопрос с Мадридским двором, однако его посольство потерпело неудачу — никаких дальнейших шагов по этому проекту предпринято не было, а де Рюлькур так и остался во Франции. В своём последнем письме Франклину 7 сентября 1777 года вновь предложил вернуться к прошлогодней схеме с наймом корпуса из своих бывших польских сослуживцев и иностранцев, уже находящихся в США, но и оно осталось без последствий.

### Вторжения на Джерси

#### В десантном корпусе «Де Нассау»

«Джерсийцы угощают французов пороховым чаем»
1779, неизвестный художник, гравюра на дереве

В конце 1778 года барон де Рюлькур был приглашён вторым командиром Добровольческого корпуса де Нассау (фр. corps de volontaires de Nassau) — частного предприятия известного авантюриста и полковника собственного полка принца Карла Генриха Нассау-Зигена, формируемого им на средства всё того же де Бомарше с целью захвата острова Джерси. Эта, лежащая в непосредственной близости от побережья Франции и подконтрольная Великобритании территория , служила базой как для королевского флота, так и для множества приватиров, и создавала серьёзную угрозу французскому торговому флоту, особенно конвоям с оружием и боеприпасами, которыми Бомарше снабжал восставшие колонии в Северной Америке.
Ранним утром 1 мая 1779 года 1500 десантников под командованием принца Нассау-Зигена и барона де Рюлькура появились в заливе Сент-Уэн на пяти фрегатах, нескольких куттерах, бомбардирских катерах и 50 десантных лодках с намерением coup de main захватить Джерси. Однако своевременно прибывшие на место высадки части британских регулярных войск и островной милиции численностью до 500 человек под командованием лейтенант-губернатора острова майора Мозеса Корбета (англ. Moses Corbet), подкреплённые несколькими полевыми орудиями, пресекли это намерение. Де Рюлькур единственный из всего десанта сумел на своей лодке достичь побережья, и высадившись, тут же объявил остров частью Нормандского герцогства. Однако начавшийся вскоре отлив заставил основную флотилию отойти на глубину — барону со своим крошечным отрядом ничего не оставалось, как последовать за ней. Потеряв от огня противника одну лодку с 40 десантниками, принц Нассау-Зиген решил попытать счастья в другом заливе острова — Сент-Брелад. Но и там его ждали части джерсийской милиции, и десант был вынужден ретироваться в Сен-Мало ни с чем.
Через несколько дней ответным рейдом английская эскадра под командованием сэра Джеймса Уолеса настигла и сожгла на якорной стоянке бо́льшую часть десантной флотилии принца в бухте Канкаля, захватив при этом в качестве приза 32-пушечный фрегат «Даная» и два меньших судна, лишив таким образом Нассау-Зигена и де Рюлькура шансов на реванш. Эта неудачная военная авантюра, тем не менее, оказалась не совсем бесплодной, поскольку отвлекла на помощь островитянам британскую эскадру под командованием адмирала Мариота Арбатнота. В конечном итоге, порученный его охране конвой с подкреплениями для лоялистов в Северной Америке, задержался в пути почти на два месяца, что заметно ухудшило их положение.
Не добившись успеха, принц решил избавиться от отягощавшей его военной собственности, и распродал к августу 1779 года корпус «де Нассау», уступив наибольшую часть королю. Остатки же его достались другому амбициозному французскому военному шевалье де Монморанси-Люксембургу, который переименовал своё личное войско в Легион де Люксембург (фр. Légion de Luxembourg, иначе — добровольцы де Люксембург) и назначил де Рюлькура его командиром в звании лейтенант-полковник.

#### В легионе «Де Люксембург»
К концу 1780 года, со вступлением войны в активную фазу, ущерб французского коммерческого судоходства от действий джерсийских приватиров только усугубился. Кроме того, благополучно проведя первый большой конвой со снабжением для осаждённого Гибралтара и победив при этом испанцев в Битве при лунном свете, Британия показала своё превосходство над союзниками на море. Требовалась военная операция, способная отвлечь хотя бы часть флота Канала от охраны следующего конвоя, который англичане готовили к началу 1781 года. В то же время де Монморанси-Люксембург, получивший уже титул принца, искал случая отличиться в расчёте на щедрое вознаграждение короля. Поэтому предложенный де Рюлькуром новый план захвата Джерси был немедленно одобрен и представлен Людовику XVI, который его горячо поддержал и даже пообещал барону генеральский чин и орден Святого Людовика, как только тот овладеет столицей острова Сент-Хелиером, а принцу губернаторство Джерси в случае полного успеха. Однако многие французские военные высказывали опасения, что новая экспедиция станет лишь напрасной тратой ресурсов, поскольку отбив вторжение 1779 года, британская администрация значительно усилила оборону острова: отремонтировала старые береговые батареи и возвела новые укрепления, а суммарная численность гарнизона и милиции превысила 9000 человек. Это нисколько не смущало ни принца, ни барона, которые располагали весьма подробными картами побережья, чертежами береговых укреплений и знали точное расположение и численность войск, благодаря налаженной на острове агентурной сети — де Рюлькур даже тайно посетил Джерси летом 1780 года, воспользовавшись услугами контрабандистов, и завёл там множество «друзей». После этого оба полководца уверились, что население острова, в большинстве своём франкофоны, не окажет им сопротивления, а британский гарнизон можно будет одолеть военной хитростью и coup de main, так же, как и полтора года назад планировал принц Нассау-Зиген.

Индийский катар, личное оружие Мир Сайяда во время вторжения на Джерси. Экспонат музея Замок Елизаветы, Джерси

Вторым командующим барон де Рюлькур выбрал Мира Сайяда (фр. Mir Saïd) по прозвищу Принц Эмир (англ. Prince Emire), косматого басурмана (англ. a bewhiskered Turk), вооружённого катаром и устрашавшего своим «варварским» видом, как противника, так и собственных солдат. Об этой экзотической личности известно лишь, что он был мусульманином из южной Индии, высокопоставленным военным, вынужденным искать убежища во Франции, где, как и сам барон, стал наёмником. Мир Сайяд посоветовал своему командиру «всё разграбить, и предать город [Сент-Хелиер] огню и мечу», на что тот посулил ему гарем из джерсийских дам в случае успеха операции. Поладив, таким образом, командиры, начали пополнять ряды легиона «де Люксембург», размещённого в целях маскировки в Гавре, подальше от Джерси, добровольцами за счёт французской казны. К ним присоединились несколько сотен солдат и офицеров других регулярных французских частей, «дезертировавших» с разрешения начальства, а также около 600 осуждённых уголовников, доставленных из различных тюрем. Всего десантный корпус насчитывал к декабрю 1780 года около 2000 человек в четырёх дивизионах. Принц де Люксембург поначалу планировал лично участвовать в высадке на Джерси, но в конце концов отказался, сказавшись больным.
19 декабря того же года барон со своим войском выступил из Гавра маршем на Гранвиль, которого достиг 27 декабря. Его солдаты так бесчинствовали и мародёрствовали во всех нормандских деревнях по пути следования, что ни один город, или укреплённое поселение не соглашался пускать их на постой. Приходилось ночевать в поле под открытым небом, отчего заболевшие легионеры сразу становились жертвами грабежа со стороны своих же товарищей.
В Гранвиле легион де Люксембург ожидал с флотилией из 30 небольших судов водоизмещением от четырёх до 70 тонн Жан-Луи Ренье (фр. Jean-Louis Régnier), арматор и владелец островов Шозе — промежуточной базы экспедиции. Барон приказал немедленно отплывать туда, однако из-за штиля, сменившегося потом штормом, они смогли добраться до цели только к 30 декабря. 1 января 1781 года флотилия де Рюлькура отплыла к Джерси, но была рассеяна внезапным штормом — барон с большей частью десанта (1200 человек) вернулся на Шозе, остальные суда укрылись от непогоды в портах континентальной Франции, либо погибли. Удерживать в повиновении своё недисциплинированное воинство во время этих испытаний де Рюдькуру удавалось только проявлением исключительной жестокости: так, во время стоянки на островах одному десантнику, вздумавшему жаловаться на тяжёлые условия похода, он расколол череп, а другого, недовольного солдатским рационом, приказал приковать к скале, с тем, чтобы тот утонул во время прилива.
Наконец, 5 января, несмотря на сильный ветер, отряд покинул Шозе и взял курс на Джерси — барон рассчитывал, что плохая погода позволит избежать встречи с британскими кораблями. Благодаря Пьеру Журню (фр. Pierre Journeau), беглому убийце с Джерси, нанявшемуся к нему шкиперы, барон сумел провести свою флотилию через опасные воды, изобилующие подводными скалами и отмелями, к мысу Ла Рок (фр. La Rocque) прихода Грувиль, туда, где англичане меньше всего ожидали неприятеля. День тоже был выбран не случайно — 6 января, «Старое Рождество», по традиции отмечалось на Джерси праздником, а командиры островного гарнизона всё ещё находились на рождественских каникулах в Англии. Высадившись около 5 утра, нападающие сумели незамеченными проскользнуть мимо поста береговой охраны. Однако, их отряд насчитывал теперь не более 900 человек почти без артиллерии, так как транспортировавшие её лодки разбились на прибрежных рифах, либо заблудились в темноте и вернулись в Гранвиль. Перебив часовых и захватив в плен артиллеристов небольшой батареи из четырёх орудий в Грувиле, барон отрядил для её охраны 120 человек и двинулся с основными силами к столице острова Сент-Хелиер.
Между 6 и 7 утра отряд де Рюлькура занял рыночную площадь (ныне — Королевская площадь, англ. the Royal Square) спящего города. Убив часового и застав врасплох остальную стражу, нападавшие захватили с постели лейтенант-губернатора острова майора Мозеса Корбета, того самого, который столь успешно отразил высадку 1779 года. Уверяя, что с ним высадились тысячи французов, и угрожая отдать город на поживу своим головорезам во главе с Мир Сайядом, он заставил Корбета подписать капитуляцию и приказы всем войскам острова немедленно сложить оружие. Таким образом, лейтенант-полковник барон де Рюлькур выполнил условие короля и стал французским генералом. После этого он разослал небольшие отряды к местам дислокации английского гарнизона с приказами губернатора, чтобы принять их капитуляцию, а также создать у противника впечатления большой массы войск вторжения. Однако командиры полков отказывались ему подчинятся и почти везде прогоняли французов ружейным огнём. Узнав о сопротивлении англичан, генерал де Рюлькур произнёс: «Раз они не хотят сдаваться, я пришёл [сюда], чтобы умереть».

Между тем, старший офицер гарнизона 24-летний майор Фрэнсис Пирсон (англ. Francis Peirson), который после пленения губернатора стал главнокомандующим, собрал около 2000 человек регулярного войска и ополчения. Когда стало ясно, что десант не превышает 900 человек, он выдвинул генералу де Рюлькуру ультиматум, и, по истечении отведённых на ответ 10 минут, двинулся к рыночной площади, где французы заняли оборону, вооружившись нескольким трофейными полевыми пушками. Однако тяжёлых орудий им найти не удалось, в то время, как англичане выкатили одну гаубицу на прямую наводку и, по словам очевидца, каждый выстрел «очищал все окрестности от французов». Их сопротивление длилось немногим более 15 минут (по французским источникам — около 3 часов) — из своих лёгких орудий они успели сделать лишь 1—2 залпа. Натиск англичан не остановился даже когда майор Пирсон был убит мушкетной пулей — его сменил субалтерн милиции Филип Дюмареск (англ. Philip Dumaresq). Отступающие французы попытались укрыться в здании суда, откуда вели огонь их товарищи. Неожиданно на площади в сопровождении нескольких офицеров появился де Рюлькур, ведущий за руку пленного майора Корбета. Первый же залп англичан сразил барона — две пули прошли на вылет бедро, одна попала в горло, и ещё одна раздробила нижнюю челюсть. Подхватив на руки смертельно раненого командира, его соратники вновь укрылись в здании суда, откуда ещё некоторое время отстреливались. 

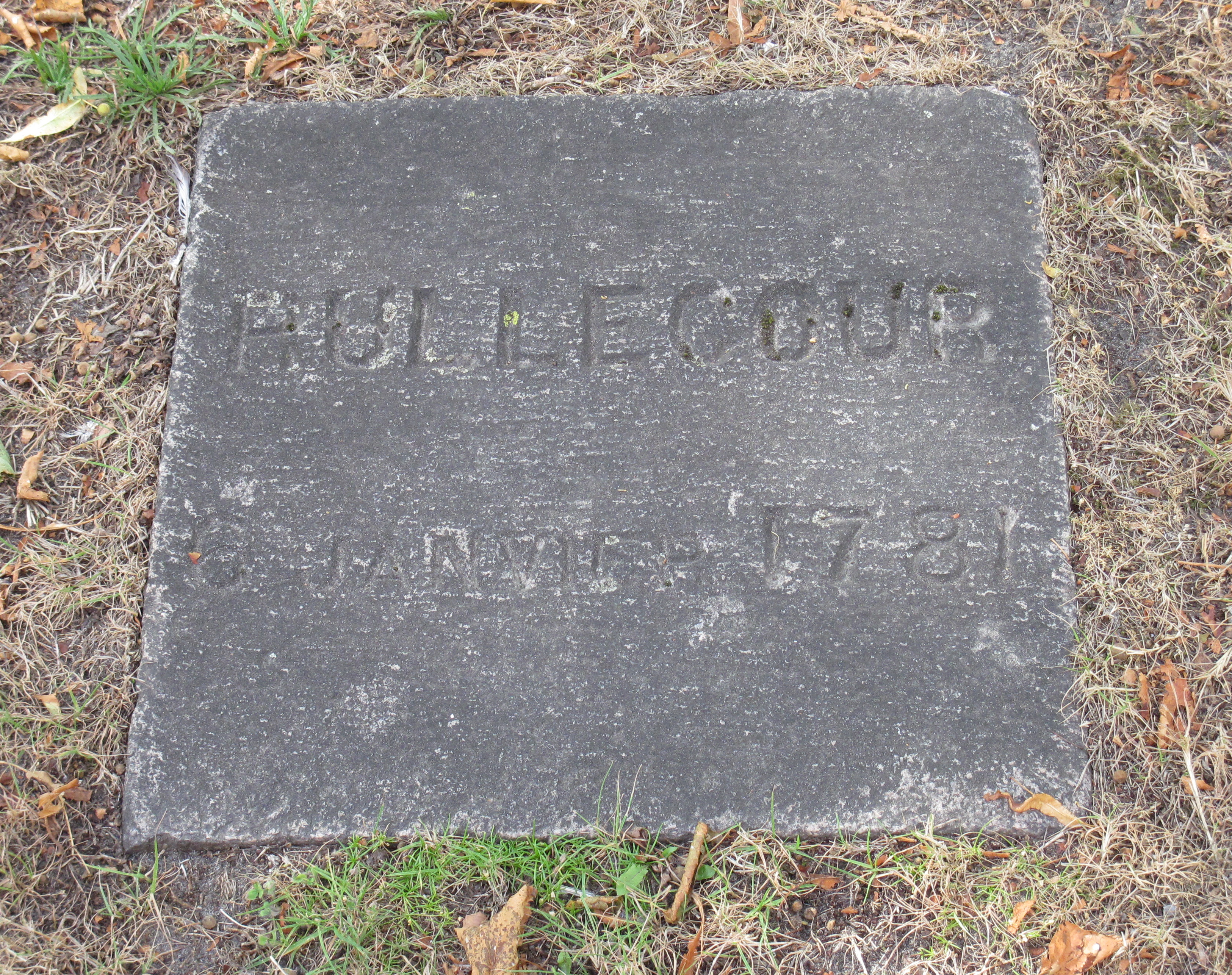
Могила Филиппа де Рюлькура, Сент-Хелиер, Джерси

 Возможно, это была последняя отчаянная попытка де Рюлькура дезинформировать противника. Во всяком случае, освобождённый и чудом уцелевший без единой царапины, Корбет передал своим, что осаждённые в здании суда ожидают прибытия с минуты на минуту подкреплений из Ла Рок в составе двух батальонов пехоты и роты артиллерии. Однако этот трюк не сработал, поскольку англичане знали, что отряд французов, оставленный в Грувиле, уже блокирован, на всём острове осталось не более 200 боеспособных солдат противника, а собственное их численное превосходство таково, что многим солдатам не в кого целиться и вместо врага они стреляют в воздух. Вскоре остатки французского десанта сложили оружие и рассеялись по полям в надежде добраться до лодок, что удалось лишь некоторым, а прочие были пойманы местными жителями. Всего погибло 86 и ранено 72 французских наёмника, около 456 сдалось в плен. Британцы в тот день потеряли убитыми 16 человек и 65 ранеными.
Генерал Де Рюлькур умер через 6 часов от ран в доме доктора Филиппа Лерье (фр. Dr. Philippe Lerrier) на рыночной площади. Англичанам достался «генеральский сундук» с бумагами барона, которые помогли раскрыть и арестовать многих из его агентов на острове. Он был похоронен с воинскими почестями на приходском кладбище Сент-Хелиер. Могила его сохранилась до наших дней.

## Семья и потомки
В 1768 году женился на Мари-Фелисите дю Виссель (фр. Marie-Félicité du Wissel), дочери графа Антуана де ла Ферте Мортевиль. По другим сведениям, она была незаконнорождённой дочерью маркиза д’Арженсо (фр. Marquis d’Argenso), монахиней, которую де Рюлькур похитил из монастыря. У них родилось две дочери: Марк-Фелисите (фр. Marc-Félicité) и Филипп-Аделаид (фр. Philippe-Adélaïde, 1774—?).

## Память
|  |

Вторжение на Джерси под руководством барона де Рюлькура является одним из самых значимых событий в новой истории острова и считается последним на сегодняшний день полномасштабным сражением британских войск против французских на собственной островной территории. В память об этом событии с XIX века проводится множество парадов, торжественных церемоний и исторических реконструкций, приуроченных к разным связанным с ним местам, эпизодам и датам.
Эпизод сражения в Сент-Хелиере, когда смертельно раненого барона де Рюлькура выносят с поля боя его соратники, стал фрагментом батального полотна «Смерть майора Пирсона» английского художника Дж. С. Копли, написанного в 1783 году. Это полотно принадлежит галерее Тейт в Лондоне, но выставляется здании Королевского Суда Джерси на условиях долгосрочной аренды. Также оно отпечатано на оборотной стороне 10-фунтовых джерсийских банкнот, выпускаемых с 1972 года.
На бывшем доме доктора Филиппа Лерье (фр. Dr. Philippe Lerrier) на Королевской (рыночной) площади в Сент-Хелиере размещена памятная табличка, рассказывающая о событиях 6 января 1781 года и роли в них барона. Ныне в этом здании, где он скончался от ран, находится паб The Peirson, названный в честь его павшего противника — майора Фрэнсиса Пирсона.
Старинная матросская песня «Захват Сент-Хелиера» (фр. La prise de Saint-Hélier) в жанре шанти повествует об экспедиции барона де Рюлькура на Джерси в 1781 году от первого лица её участника, французского матроса или солдата. Она получила широкое распространение — в начале XX века её исполнением завершали основную программу кабаре портовых городов Нормандии, а ныне она входит в репертуар популярной шанти-группы Marée de paradis. В 1997 году нормандские музыканты включили её в свой 3-й CD-альбом «Quai de l’Isle».

## Оценки
Человек исключительного мужества и храбрости, вероломный, свирепый и яростный по натуре, импульсивный и неосмотрительный, де Рюлькур сочетал в себе дух легкомыслия и угрюмую замкнутость.Оригинальный текст (англ.)de Rullecourt was a man of extraordinary courage, mendaciousness and audacity, fierce and violent in temper, impulsive, deficient in prudence, and mingling giddiness of spirit with morose sullenness.— Преподобный Альбан Е. Рэг, «Популярная история Джерси» 
Один из вдохновителей обеих французских экспедиций на Джерси генерал Шарль Франсуа Дюмурье, командующий военно-морским портом Шербур, хотя и поддерживал барона де Рюлькура в его начинаниях, отзывался о нём довольно пренебрежительно:

Самый настоящий распутник и пройдоха, из тех, кто, погрязши в долгах, платит заимодавцам ударом шпаги, он возглавил тогда этот вороватый сброд, люксембургских добровольцев, мародёрствовавших повсюду на своём пути через Нормандию. Де Рюлькур мог бы преуспеть [на Джерси], будь в его распоряжении регулярные части, и сам он обладай бо́льшим опытом и меньшей самонадеянностью.Оригинальный текст (англ.)A roué in every sense of the word, head over ears in debt, who pays his creditors with sword-thrusts and then puts himself at the head of those light-fingered gentry, the Luxembourg Volunteers, who pillaged Normandy from end to end as the marched along. De Rullecourt would have succeeded had he been in command of a troop of regulars and possessed more experience and less confidence.— 

## Комментарии
1. ↑  В XII томе «Родословной книги французского дворянства» буквально сказано: «Филипп-Шарль-Феликс Макар, именуемый Барон де Рюлькур» (фр. Philippe Charles Félix Macquart dit le Baron de Rullecourt)[1]
2. ↑  В 1778 году вышел XII том «Родословной книги французского дворянства» под редакцией де Ла-Шене де Буа, опубликованные в нём сведения о семье Макар были почерпнуты из материалов де Рюлькура, хранящихся в Парижской счётной палате. Несмотря на многочисленные ошибки, нестыковки и неточности в этих документах, которые находили позднейшие (начиная с XIX века) исследователи, достоверность происхождения фландрских Макаров от орлеанских и их родство с Жанной д’Арк никем опровергнуты не были.
3. ↑  Согласно строгим правилам ордена Святого Лазаря, утверждённым Людовиком XV 20 марта 1773 года, в его ряды не допускались лица моложе 30 лет и род которых насчитывал менее 8 подтверждённых и непрерывных колен благородных предков.
4. ↑  Для этого предлагалось основать в Монако фиктивную коммерческую компанию[2].
5. ↑  Король Неаполя и Сицилии Фердинанд был сыном короля Испании Карла III — союзника Франции против Великобритании.
6. ↑  Например, для конспирации де Рюлькур указывал в этом отчёте в качестве пункта своего назначения США вместо Чафаринас[2].
7. ↑  Только в 1891 году подтвердились подозрения, что секретарь американских комиссионеров Эдвард Бэнкрофт[англ.] был британскими шпионом[10].
8. ↑  С согласия и при поддержке французского правительства[11].
9. ↑  Позже часовые на суде признались, что самовольно покинули пост и отправились выпивать[21].

### Книги
- Franc̜ois Alexandre Aubert de La Chenaye-Desbois. Dictionnaire de la noblesse, … :  [фр.] / Chez Antoine Boudet. — Seconde édition. — Paris : Libraire-Imprimeur du Roi, rue saint Jaques, 1778. — Vol. XII. — 934 p.
- Généalogie de la famille Macquart, sa parenté avec Jeanne d'Arc, suici de documents et notes à l'appui :  [фр.]. — Société de Saint-Augustin, Desclée, de Brouwer, 1891. — 109 p.
- Dr. Edward Bancroft // American Revolution to World War II :  [англ.] / Frank J. Rafalko. — Federation of American Scientists. — Chapter 1. — 43 p. — (A Counterintelligence Reader ; vol. 1).
- 1781 — The Battle of Jersey : Heroes and Villains :  [англ.]. — Jersey : Jersey Heritage Trust, 2013. — 11 p.
- Louise Downie, Doug Ford. 1781 : The Battle of Jersey and The Death of Major Peirson :  [англ.]. — Jersey : Jersey Heritage Trust, 2012. — 62 p. — ISBN 978-0-9562079-7-5.
- Rev. Alban E. Ragg. A Popular History of Jersey :  [англ.]. — Jersey : Walter Guiton, 1895. — Chapter 22 : Battle of Jersey 1 - The landing.
- Англо-французские войны // Военная энциклопедия : [в 18 т.] / под ред. В. Ф. Новицкого … [и др.]. — СПб. ; [М.] : Тип. т-ва И. Д. Сытина, 1911—1915.
- The Rev. Philip Falle. An Account of the Island of Jersey : With an Appendix of Records, &o :  [англ.] / Notes and illustrations by the Rev. Edward Durell. — Jersey : Richard Giffard, 1837. — 480 p.
- David Syrett. The Royal Navy in European Waters During the American Revolutionary War :  [англ.]. — illustrated. — Columbia, South Carolina, USA : University of South Carolina Press, 1998. — 217 p. — Studies in maritime history. — ISBN 1-57003-238-6.
- James A. Lewis. Neptune's Militia : The Frigate South Carolina During the American Revolution :  [англ.]. — illustrated. — Kent, OH, USA : Kent State University Press, 1999. — 235 p. — Studies in maritime history. — ISBN 0-87338-632-9.
- Gardner Weld Allen. A Naval History of the American Revolution :  [англ.]. — USA : Houghton Mifflin Company, 1913. — Vol. 1.

### Статьи
- De Cleves, le 17 Août :  [фр.] // Courier du Bas-Rhin / Lutton. — 1776. — № 66 (17 août). — P. 528—529.
- Des lettres particulières de Varsovie… :  [фр.] // Journal politique, ou Gazette des gazettes / Lutton. — 1776. — Octobre. — P. 30.
- №11976, с. 2 (англ.) // London Gazette : newspaper. — London, 1779. — No. 11976. — P. 2. — ISSN 0374-3721.
- An old Jersey militiaman. French attacks on Jersey, in 1779 and 1781 :  [англ.] // The Guernsey and Jersey Magazine / Jonotan Duncan. — London, 1837. — Vol. III (June). — P. 370—373.
- Eude Michel. Pierre Jourdan, Les Iles Chausey :  [фр.] // Annales de Normandie. — Caen, 1956. — Vol. 6, № 1. — P. 101—104. — ISSN 0003-4134.